# Адельгейда Риденбургская
Адельгейда Риденбургская (нем. Adelheid von Riedenburg, годы жизни неизвестны) — королева Венгрии, вторая жена венгерского короля Иштвана II.

## Краткие сведения
Известно, что Адельгейда — дочь Штефана II, барона Риденбургского (бургграфа). В 1121 году вышла замуж за венгерского короля Иштвана II из династии Арпад, у которого после первого брака с Кристианой Капуанской не было детей. Однако этот брак также не дал наследников Иштвану, и он умер бездетным. После его смерти наследником трона стал Бела II, двоюродный брат Иштвана, который ранее был ослеплён дядей Иштваном I за неповиновение.